# 仁寿郡
仁寿郡，中国唐朝时设置的郡。
唐玄宗天宝元年（742年），改陵州置仁寿郡。治所在仁寿县（今四川省仁寿县）。下辖阳安县、籍县（今四川省双流县籍田镇）、贵平县（今四川省仁寿县中岗乡）、唐福县（今四川省仁寿县文宫镇）、始建县（今四川省仁寿县始建镇）、井研县（今四川省井研县）。辖境相当今四川省仁寿县、井研县及双流县东南境。唐肃宗乾元元年（758年）复改为陵州。
唐朝仁寿郡太守
- 独孤挺（天宝年间）